# El club de los lectores criminales
El club de los lectores criminales es una película española de 2023 del género slasher producida por Netflix, que está basada en la novela homónima de Carlos García Miranda El club de los lectores criminales. Dirigida por Carlos Alonso-Ojea y con guion del autor, está protagonizada por los jóvenes actores Veki Velilla, Álvaro Mel, Priscilla Delgado, Iván Pellicer, Ane Rot, Carlos Alcaide, Hamza Zaidi y María Cerezuela, además de la participación de Daniel Grao.

## Sinopsis
Tras ser cómplices de una broma de disfraces que termina en un fatídico accidente y en un pacto de silencio, un grupo de jóvenes se verá amenazado por un escritor anónimo que desea desvelar su oscuro secreto. Su acosador amenaza con publicar en las redes sociales una sangrienta novela de terror basada en ellos. En cada capítulo uno de ellos morirá. Mientras desconfían unos de otros, el grupo empezará una lucha por la supervivencia en pleno campus universitario. Cualquiera de ellos podría ser la próxima víctima, o el asesino.

## Reparto
- Veki Velilla como Ángela Kuntz, la prota
- Álvaro Mel como Sebastián "Sebas" Hoyos, el pagafantas
- Priscilla Delgado como Virginia Rubio, la cría
- Iván Pellicer como Fernando "Nando" Aguado, el intenso
- Ane Rot como Sara Pons, la pibón
- Carlos Alcaide como Rai García, el pirado
- Hamza Zaidi como Koldo Abuc, el influencer
- María Cerezuela como Eva Yáñez, la bibliotecaria

#### Con la colaboración especial de
- Daniel Grao como Luis Cruzado, el profesor

### Fallecidos durante la película
(la tabla contiene spoilers de la película)
| Actor             | Personaje               | Muerte | Causa de la muerte | Responsable de la muerte                                                                             |
| ----------------- | ----------------------- | --- | ------------------ | --- |
| Daniel Grao       | Luis Cruzado            | Muere tras caer por el patio de la universidad y ser atravesado por la espada de un monumento.                                              | Acuchillamiento    | Ángela Kuntz es responsable indirecta de su muerte, tras asustarle y hacer que cayese por el balcón. |
| Carlos Alcaide    | Rai García              | Muere tras pegar a El Payaso y este hacerle una herida con su martillo con cuchilla.                                                        | Acuchillamiento    | El Payaso (Sebas o Alicia)                                                                           |
| Ane Rot           | Sara Pons               | Muere tras ser perseguida y ser acuchillada por El Payaso en los invernaderos durante la feria del libro.                                   | Acuchillamiento    | El Payaso (Sebas o Alicia)                                                                           |
| Hamza Zaidi       | Koldo Abuc              | Muere después de que El Payaso le corte el cuello durante la feria del libro.                                                               | Acuchillamiento    | El Payaso (Sebas o Alicia)                                                                           |
| María Cerezuela   | Eva Yáñez               | Muere tras ser acuchillada por El Payaso cuando esta descubrió quién era.                                                                   | Acuchillamiento    | El Payaso (Sebas o Alicia)                                                                           |
| Álvaro Mel        | Sebastián "Sebas" Hoyos | Muere tras ser empujado por el patio de la universidad por Nando mientras defendía a Ángela y ser atravesado por la espada de un monumento. | Acuchillamiento    | Nando Aguado, en defensa de Ángela Kuntz                                                             |
| Priscilla Delgado | Virginia Rubio / Alicia | Muere quemada viva tras intentar matar a Ángela Kuntz.                                                                                      | Quemada viva       | Ángela Kuntz                                                                                         |